# Grevillea hislopii
Grevillea hislopii là một loài thực vật có hoa trong họ Quắn hoa. Loài này được Olde & Marriott mô tả khoa học đầu tiên năm 2008.